# Laphystia bromleyi
Laphystia bromleyi är en tvåvingeart som beskrevs av Wilcox 1960. Laphystia bromleyi ingår i släktet Laphystia och familjen rovflugor. Inga underarter finns listade i Catalogue of Life.